# Léon IV (roi d'Arménie)
Pour les articles homonymes, voir Léon IV et Léon d'Arménie.
Léon IV ou Lévon IV (en arménien Լեիոն Դ ; 1289, † 1307) est un roi d'Arménie de 1303 à 1307. Il est fils de Thoros III, roi d'Arménie, et de Marguerite de Lusignan, et de la famille des Héthoumides.

## Biographie
En  1303, son oncle Héthoum II, démoralisé par une nouvelle défaite des Mongols à Marj as-Suffer, abdique en sa faveur et se retire dans un monastère franciscain, mais continue à assister son neveu de ses conseils. Pendant son règne, les khans mongol de Perse se convertissent à l'islam et deviennent de fait moins fiables comme protecteurs de l'Arménie cilicienne. En 1305, il doit repousser à Bagras une attaque mamelouke.
Le 7 novembre 1307, Léon, accompagné de son oncle Héthoum, se rend auprès de Bilarghu, émir mongol d'Anazarbe. C'est là qu'un officier mongol fanatique les assassine. 

## Mariage
Il épouse en 1305 Agnès de Lusignan, fille d'Amaury de Lusignan, prince de Tyr et sénéchal de Chypre, et d'Isabelle d'Arménie, mais n'a pas eu d'enfants.

## Sources
- René Grousset, L'Empire du Levant : Histoire de la Question d'Orient, Paris, Payot, coll. « Bibliothèque historique », 1949 (réimpr. 1979), 648 p. (ISBN 978-2-228-12530-7), p. 400-401.
- (en) « Armenia », sur Foundation for Medieval Genealogy (consulté le 19 juin 2010).